# Nordvulk
Nordvulk (Nordisk Vulkanologisk Senter en nynorsk, Nordic Volcanological Center en inglés) es un instituto de investigación científica sobre volcanes ubicada en Reikiavik (Islandia). 

## Historia y actividades
Nordvulk es la continuación de Nordisk Vulkanologisk Institutt que fue creado en 1973 por iniciativa del Consejo Nórdico y financiado por los países nórdicos. El centro o instituto lleva a cabo la investigación científica sobre vulcanismo y vigila volcanes en Islandia,  además de tener una labor educativa; ofrece formación y educa a vulcanólogos así como otros geólogos. Nordvulk ha sido fusionada con la Universidad de Islandia.